# Топчијево
Топчијево (грч. Γέφυρα, Гефира) је насељено место у општини Илиџијево у периферији Средишња Македонија, Грчка. Према попису из 2021. године било је 2.782 становника.
Према бугарском географу и историчару, Василу Канчову, у Топчијеву је 1900. године живело 266 Словена хришћана. Током Првог светског рата насељен је већи број грчких породица, тако да је на попису из 1920. било 350 становника. До 1924. године насељена је 321 из Бугарске и 211 грчких избегличких породица из Турске, укупно 1.699 особа.